# Anaglyph 3D

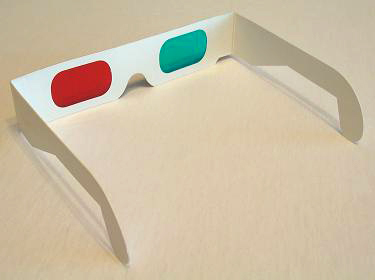
Rot-Cyan-Anaglyphenbrille nach Stephen Gibson

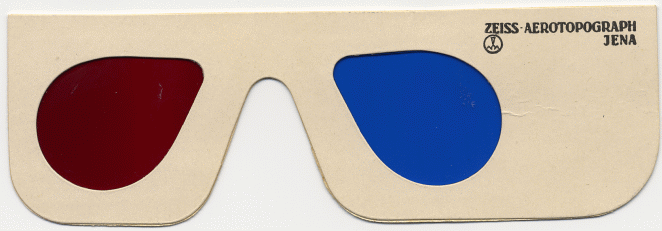
Rot-Blau-Anaglyphenbrille

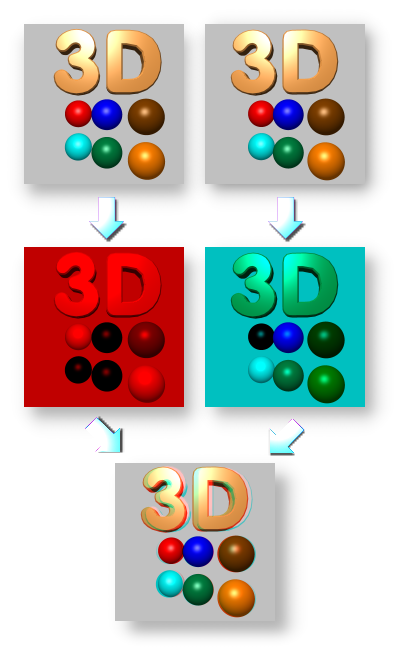
Schematische Darstellung der Generierung eines Rot-Cyan-Anaglyphenbildes

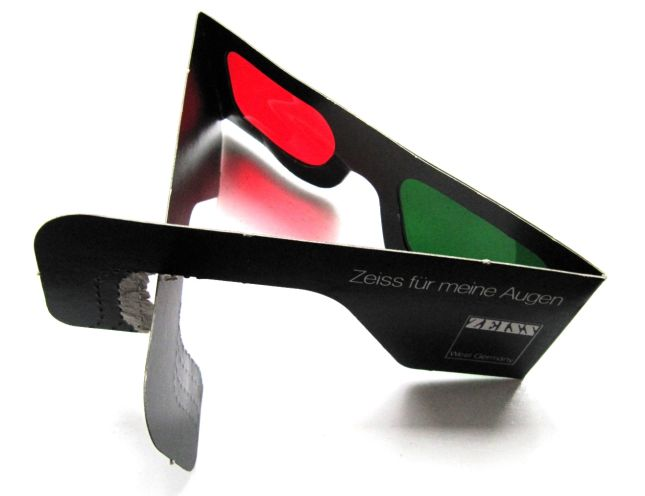
Kostenlos verteilte 3D-Brille der Firma Zeiss, West-Germany, für das 3D-Versuchsprogramm im Fernsehen aus dem Jahr 1978

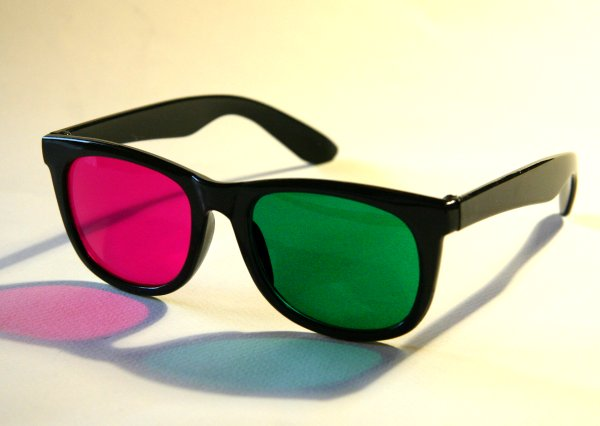
Grün-Magenta-Brille aus Kunststoff für einige auf DVD erschienene Filme

Unter Anaglyph 3D (auch Anaglyphe oder Anaglyphenbild) aus altgriechisch ἀνά aná, deutsch ‚auf, aufeinander‘ und γλύφω glýphō ‚meißeln‘, ‚gravieren‘, auch ‚darstellen‘ versteht man im ursprünglichen Sinne zwar grundsätzlich jede Stereoprojektion (z. B. die 3D-Polarisationsprojektion ist also genau genommen auch eine „Anaglyphenprojektion“), meist ist jedoch mit „anaglyphisch“ eine farbanaglyphische Darstellung gemeint.
Ein Farbanaglyphenbild ist dabei ein Stereogramm, bei dem die beiden stereoskopischen Teilbilder nicht nebeneinander dargestellt, sondern überlagert werden. Man verwendet die Bezeichnung Anaglyphenbild meist für Monochrom- oder Farbanaglyphen, bei denen die Halbbilder in Komplementärfarben eingefärbt werden. Inzwischen gibt es eine Vielzahl unterschiedlicher Verfahren mit unterschiedlichen Farbfiltern. Farbanaglyphes 3D ist dabei vor allem auch ein sehr preiswert zu realisierendes 3D-Verfahren.

## Funktionsweise
Beim Anaglyphen-Verfahren erfolgt die Bildtrennung durch die Verwendung von Farbfiltern. Das rechte und linke Halbbild sind hierbei in Komplementärfarben eingefärbt. Die Trennung der beiden Halbbilder erfolgt mit speziellen Anaglyphenbrillen mit entsprechend gefärbten Gläsern oder Farbfolien. Früher wurden meist Rot mit Grün oder Blau eingesetzt. Beim Ansehen des Anaglyphenbildes löscht das Rotfilter das rote Filmbild aus und das grüne Bild wird schwarz – das Grünfilter löscht das grüne Farbbild und das rote wird schwarz. Da beide Augen nun verschiedene Bilder sehen, entsteht im Gehirn wieder ein räumliches Bild.
Anhand des Rot-Cyan-Verfahrens wird hier die Vorgehensweise bei der Erzeugung eines dreidimensionalen Bildes anhand nebenstehenden Schemas erläutert:
- In der ersten Zeile erkennt man die zwei farbigen Bilder für das linke und rechte Auge (in dieser Darstellung auch mit Parallelblick zu sehen).
- Die zweite Zeile verdeutlicht, dass ausschließlich der Rotkanal des linken Bildes, sowie Blau- und Grünkanäle des rechten Bildes für die Berechnung herangezogen werden.
- Die fertige, farbige Anaglyphe in Zeile drei entsteht durch die Kombination aus Rotkanal des linken und Blau-Grün-Werten des rechten Bildes.

Perfekt ist diese Methode nicht. Problematisch sind bei der Betrachtung durch eine Rot-Cyan-Brille vor allen Dingen die zwei linken Kugeln, da sie die Filterfarben Rot und Cyan besitzen, was zu störenden Effekten bei der Betrachtung führt.
Während Rot-Grün- und Rot-Blau-Brillen jeweils nur zwei Farbkanäle der verfügbaren Rot-, Grün-, Blaukanäle verwenden, besteht Cyan aus einer Mischung von Grün und Blau, was zusammen mit dem roten Filter alle drei Farben mit ins Spiel bringt (im Falle der Blau-Gelb-Brillen gilt das Gleiche, da Gelb aus rotem und grünem Licht erzeugt wird).

## Geschichte
Entwickelt wurde das Anaglyphenverfahren 1853 von Wilhelm Rollmann in Leipzig, der in J. C. Poggendorfs Annalen der Physik (und Chemie) eine Arbeit mit dem Titel Zwei neue stereoskopische Methoden veröffentlichte und darin das Verfahren vorstellte. In der Anfangszeit verwendete man die Anaglyphenbilder insbesondere in mathematischen Lehrbüchern zur Veranschaulichung der Stereometrie und Trigonometrie. Die 3D-Brillen enthielten damals noch den roten Filter vor dem linken Auge, den grünen vor dem rechten.
Spezielle Anaglyphenkarten wurden auch im Geografieunterricht eingesetzt. Beispielsweise sind in der Abteilung Geographie – Methodik der Pädagogischen Hochschule Potsdam vielfältige dreidimensionale Karten nach dem Anaglyphenverfahren entwickelt und im Heimatkunde- und Geographieunterricht erfolgreich erprobt worden. Bei den Potsdamer Unterrichtsversuchen mit Anaglyphenmaterialien (1967–1970) wurde außerdem statt des traditionellen induktiven Vorgehens bei der Einführung der Schüler in das Kartenverständnis der deduktive Erkenntnisweg beschritten.
Ende der 1970er Jahre verbesserte Stephen Gibson die Farbanaglyphentechnik mit seinem patentierten „Deep Vision“-System, das andere Filterfarben verwendet: Rot vor dem rechten Auge und Cyan vor dem linken. Bei heutigen Rot-Cyan-Brillen sind die Farben gerade vertauscht (siehe Abb.). Cyan besteht zu gleichen Teilen aus Blau und Grün und ermöglicht eine bessere Darstellung von Echtfarben. Die dänische Firma ColorCode 3D ermöglichte mit einem neuen Verfahren (Bernstein/Blau) die Darstellung von Anaglyphen in noch realitätsnaheren Farben. Die Filterfarben der „ColorCode“-Brillen sind Blau vor dem rechten Auge und Gelb vor dem linken. Dieses System erlaubt es, die Farbe Rot in die Gestaltung des 3D-Bildes miteinzubeziehen. Seit 2007 ergänzt die kalifornische Firma „TrioScopics“ das Angebot an preisgünstigen Farbfiltertechniken mit den Filterfarben Grün (links) und Magenta (rechts). 2008 wurde in England ein weiteres Farbanaglyphenverfahren („Trio Scopics“) eingeführt, mit Grün vor dem linken Auge und Magenta vor dem rechten. Diese Farbfiltertechnik eignet sich besonders für die Bildschirmdarstellung und wird für einige auf DVDs und BDs erschienene 3D-Filme verwendet.

## Galerie

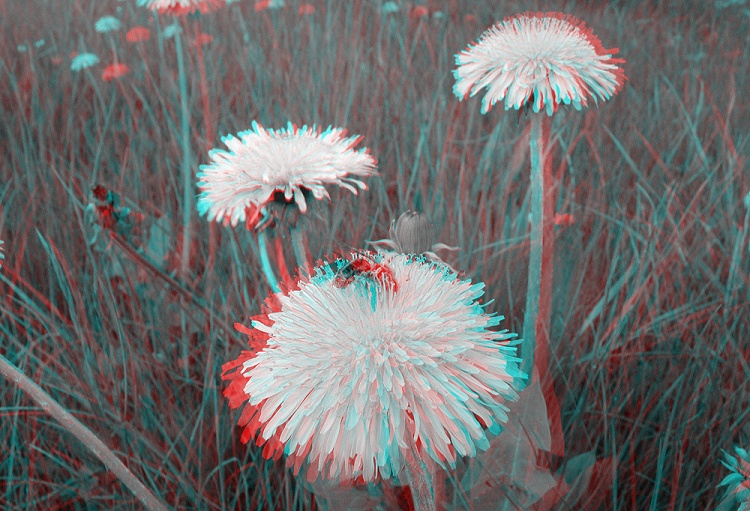
Löwenzahn 3D-Bild (anaglyph rot/grün, roter Filter rechts)
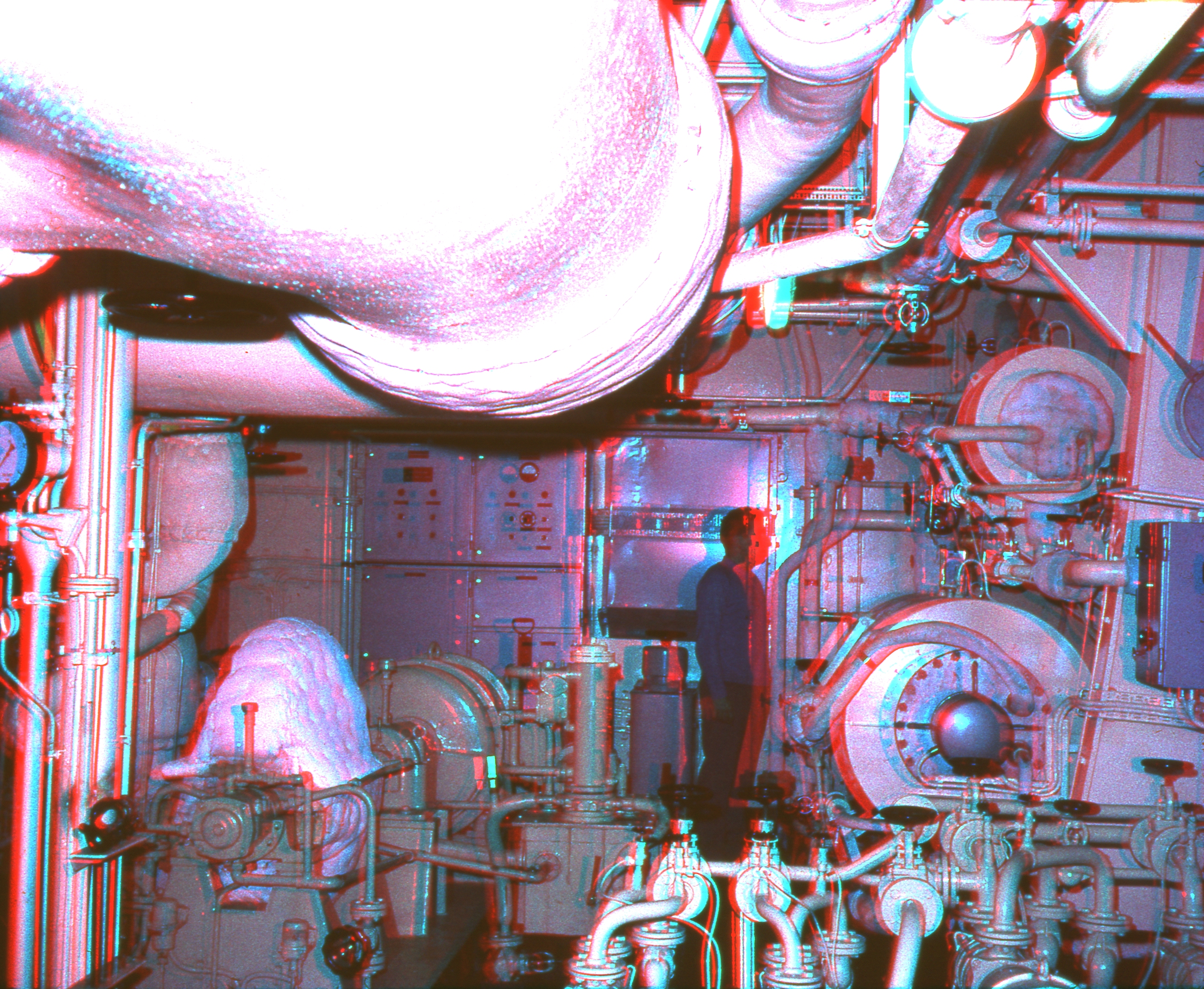
Reaktornebenanlagen 3D-Bild (anaglyph rot/grün, roter Filter links)
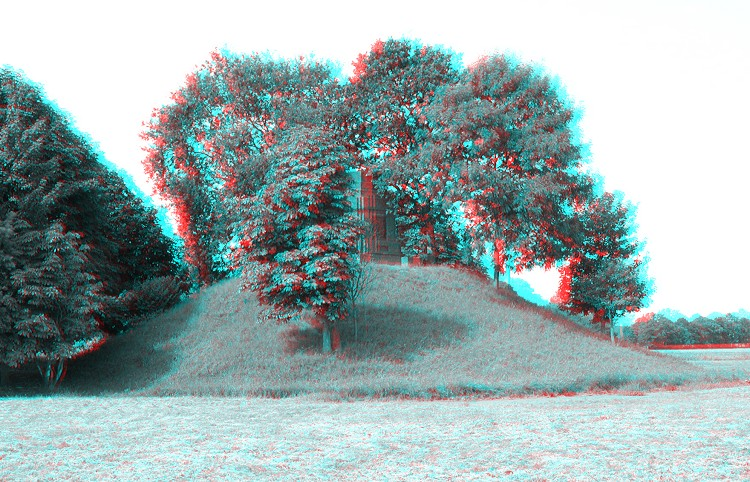
Jedutenhügel 3D-Bild (anaglyph rot/cyan, roter Filter rechts)
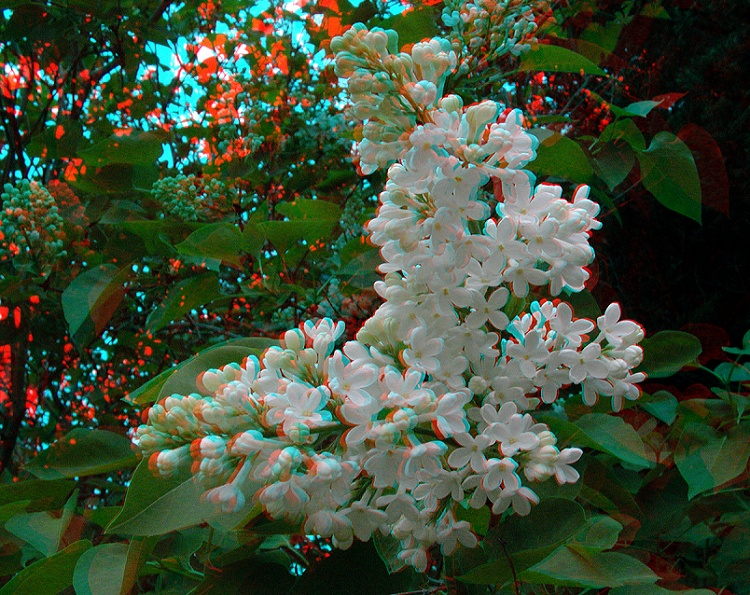
Fliederblüten 3D-Bild (farb-anaglyph, roter Filter rechts)
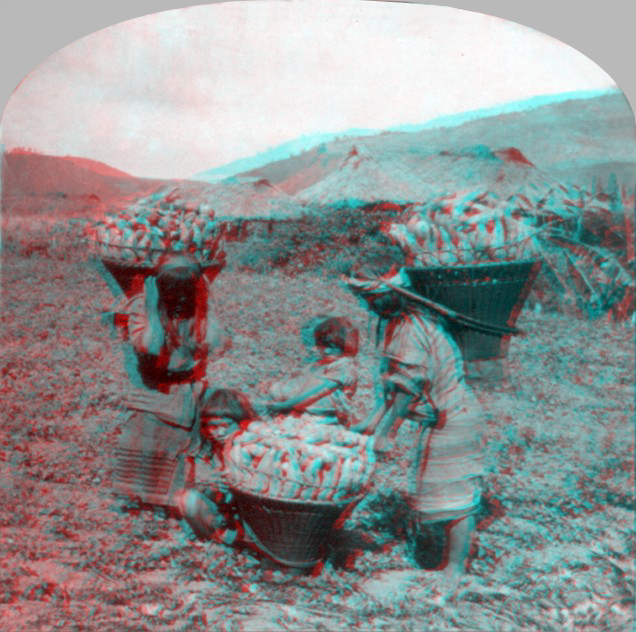
Stereo-Fotografie von etwa 1906 als Anaglyphenbild
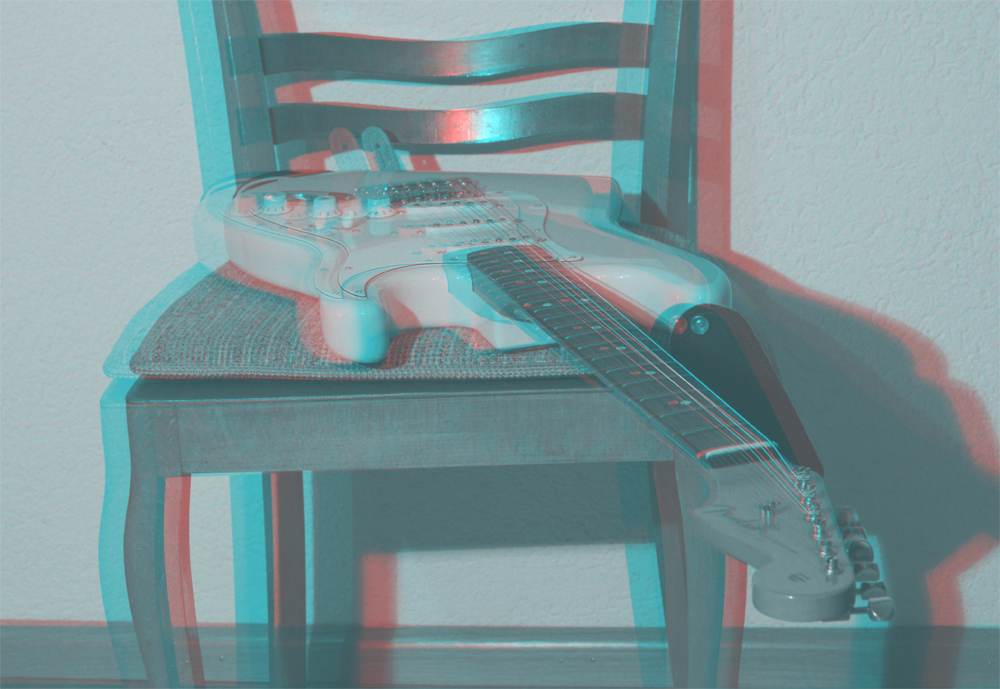
Digital-Stereo-Fotografie von 2009
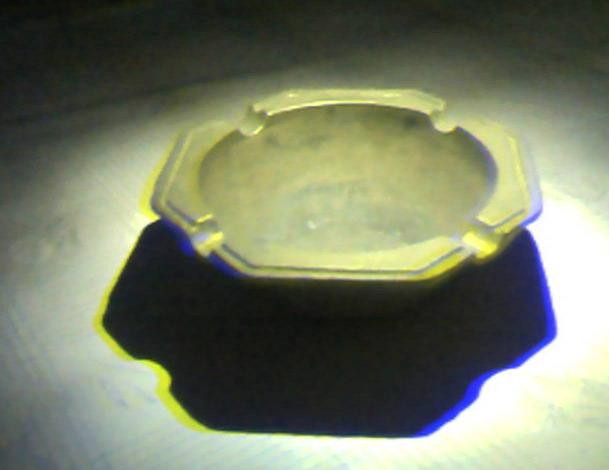
Ein Messinggefäß als Beispiel eines ColorCode-3D-Anaglyphs
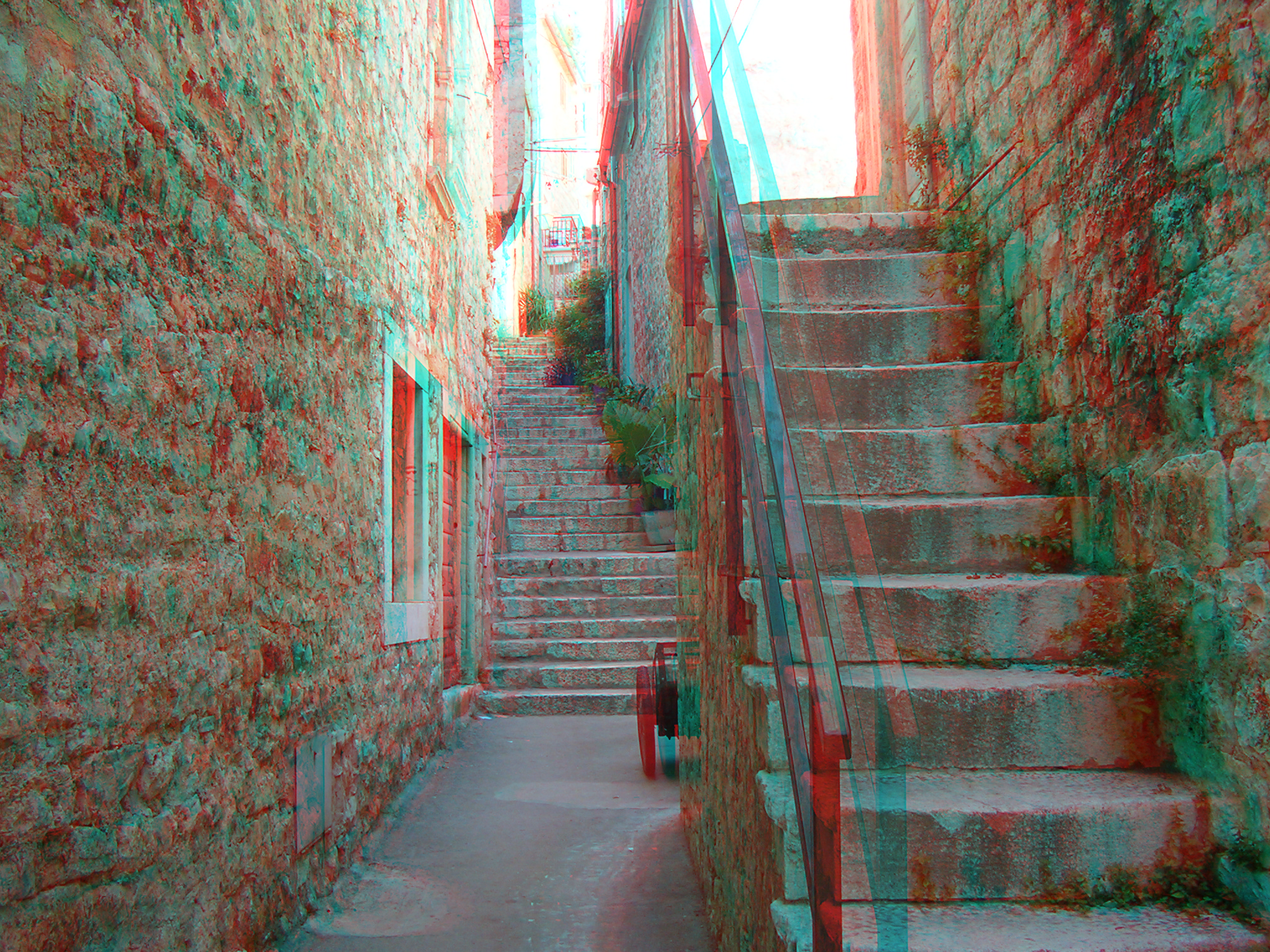
Farbiges 3D-Anaglyphenbild für Rot-Cyan-Brillen, Motiv: in den Gassen von Hvar auf der gleichnamigen kroatischen Insel
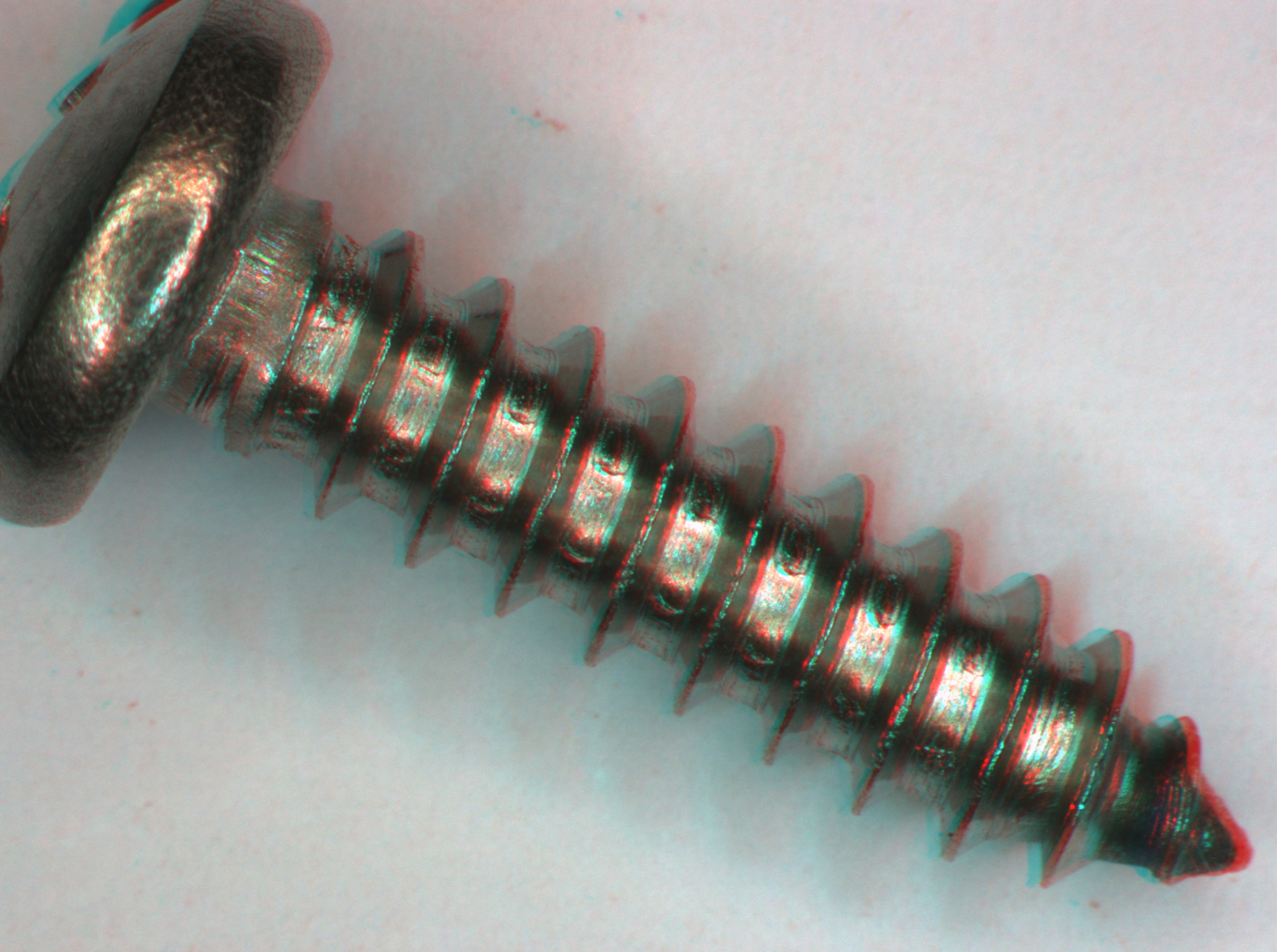
Farbiges 3D-Anaglyphenbild aus dem Stereomikroskop für Rot-Cyan-Brillen, Motiv: Blechschraube
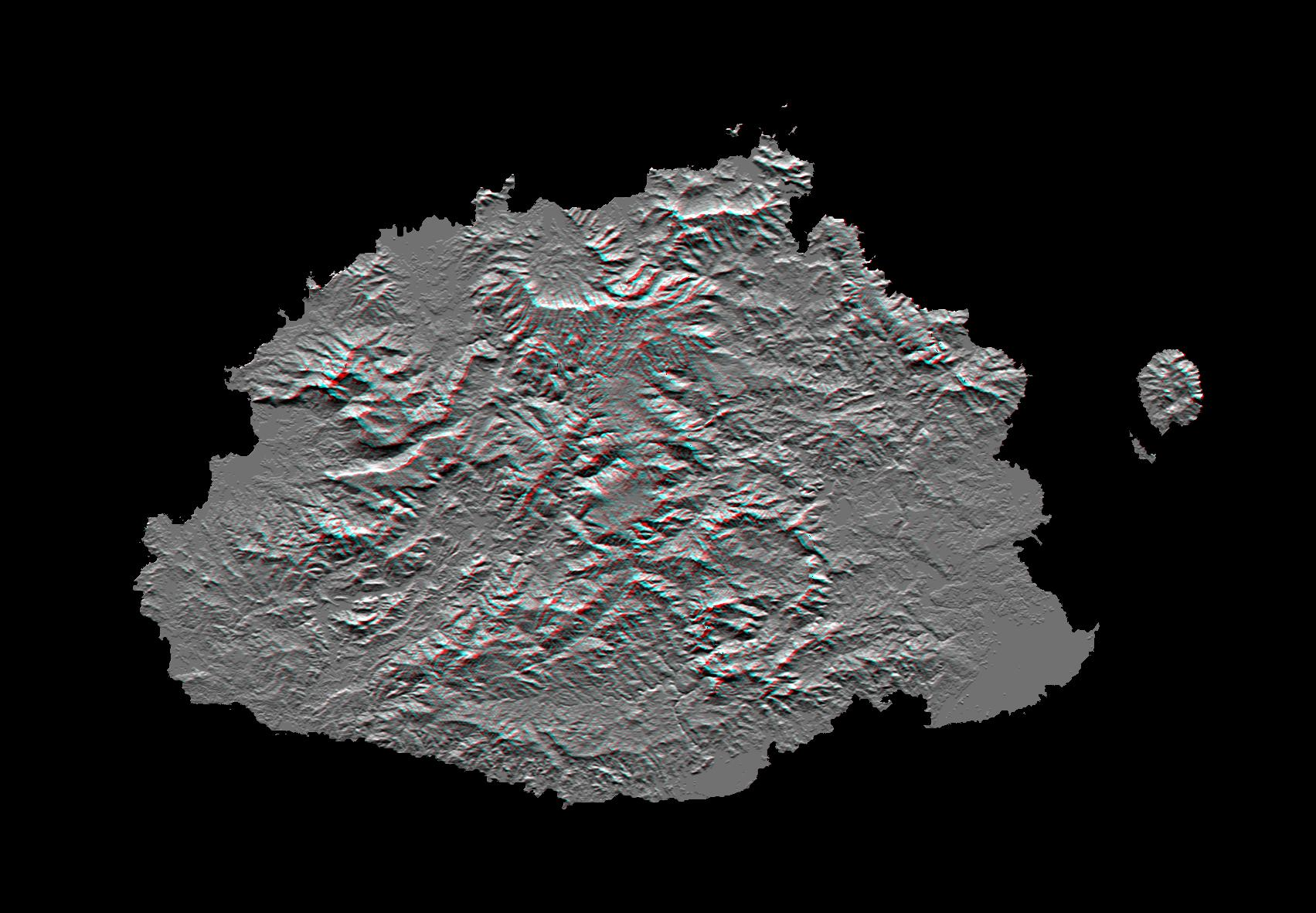
Anaglyphe Karte der Fidschi-Insel Viti Levu
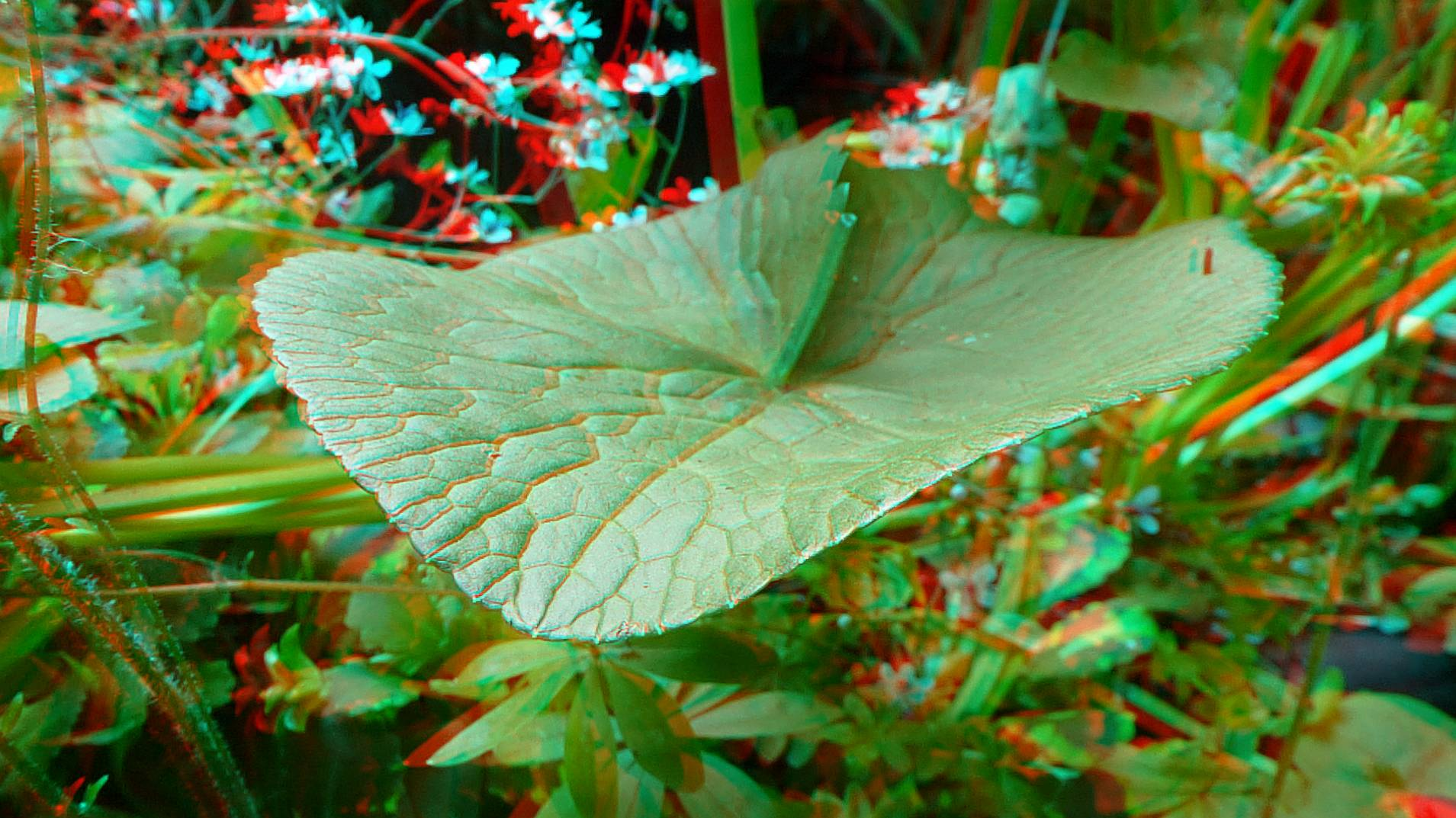
Farbiges 3D-Anaglyphenbild für Rot-Cyan-Brillen. Motiv: Blatt einer Sumpfdotterblume
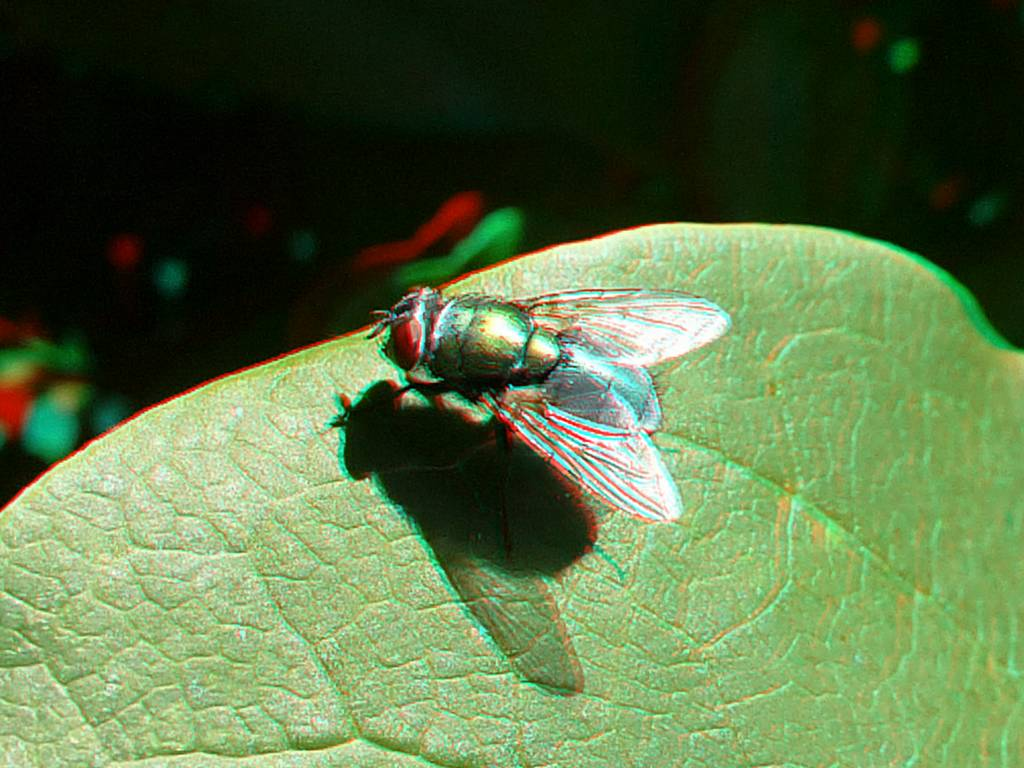
Farbiges 3D-Anaglyphenbild für Rot-Cyan-Brillen. Motiv: 3D Makroaufnahme einer Fliege
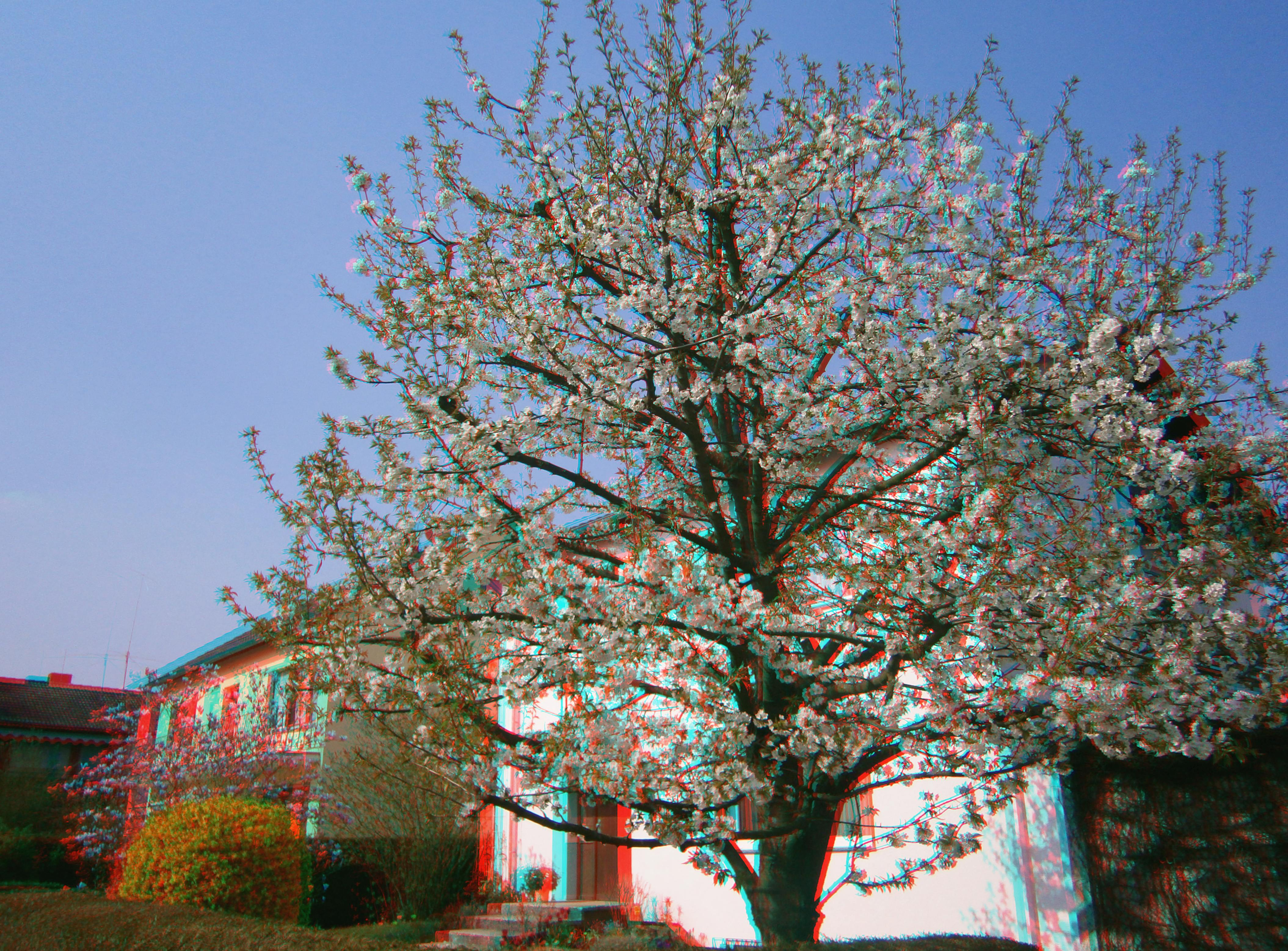
Farbiges 3D-Anaglyphenbild für Rot-Cyan-Brillen. Motiv: Kirschblüte, Blühender Kirschbaum
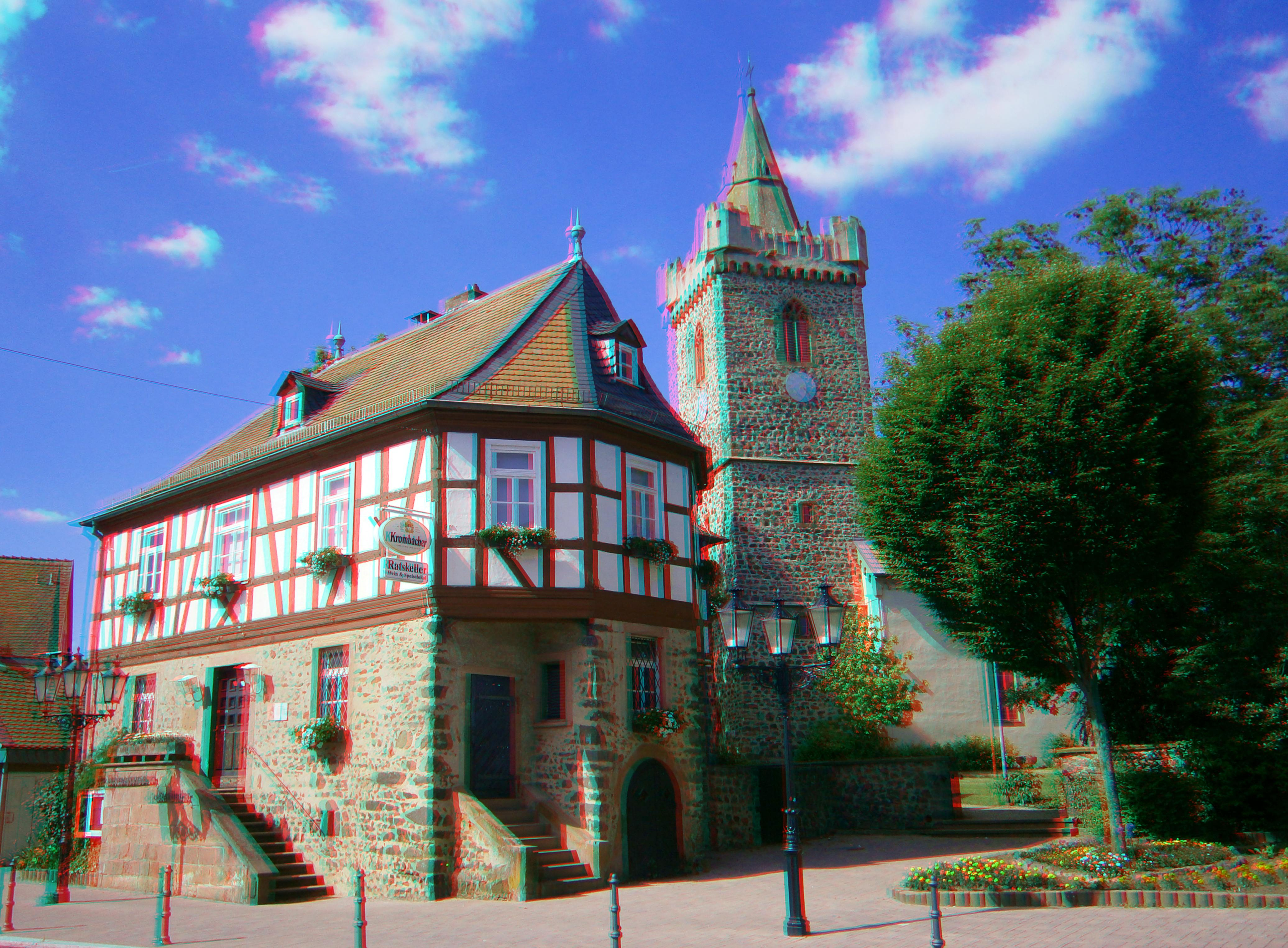
Farbiges 3D-Anaglyphenbild für Rot-Cyan-Brillen. Motiv: Historisches Rathaus und Jakobuskirche in 63486 Bruchköbel, Main-Kinzig-Kreis, Hessen
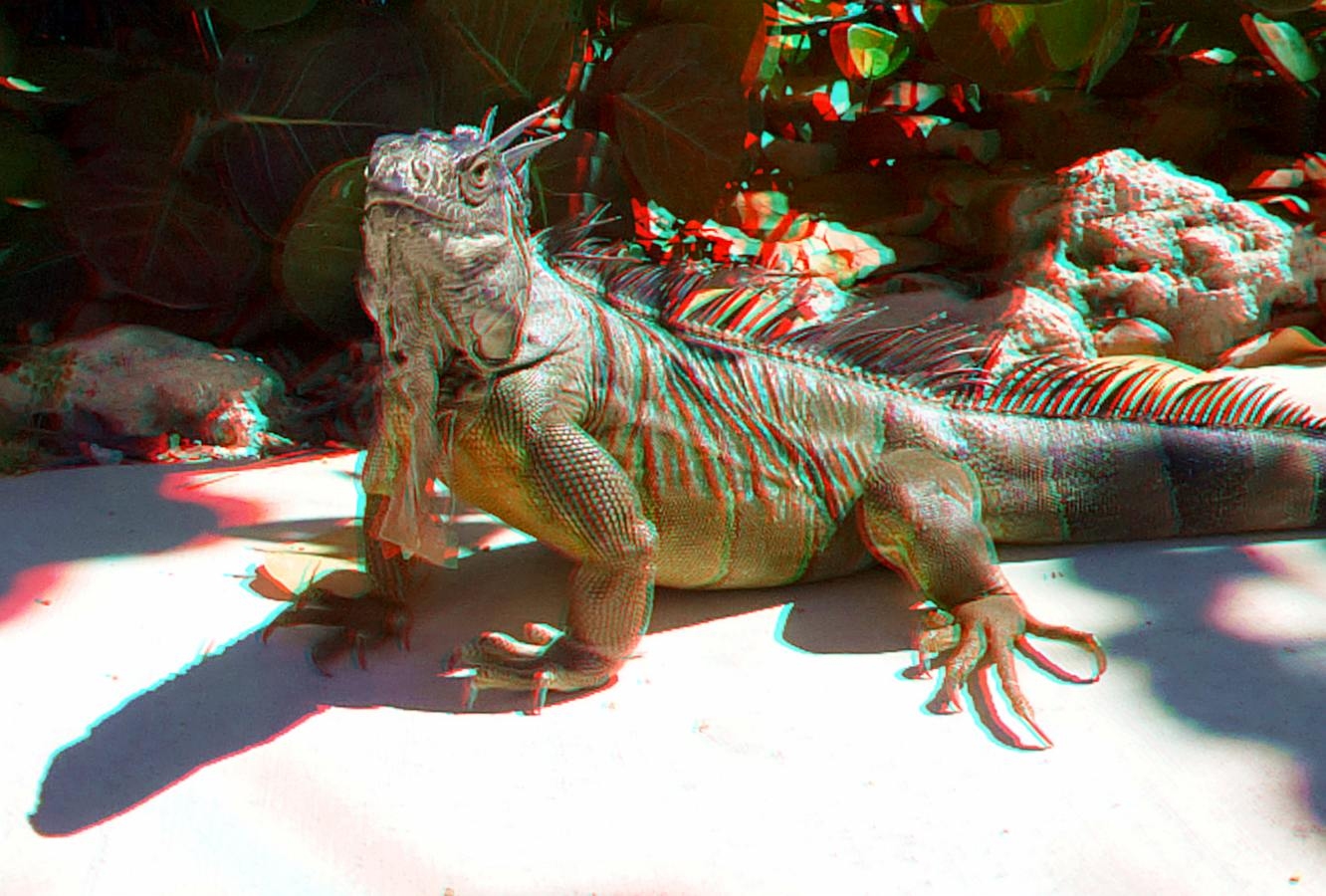
Farbiges 3D-Anaglyphenbild für Rot-Cyan-Brillen. Motiv: Grüner Leguan im Dolphin Research Center, Grassy Key, Florida, USA
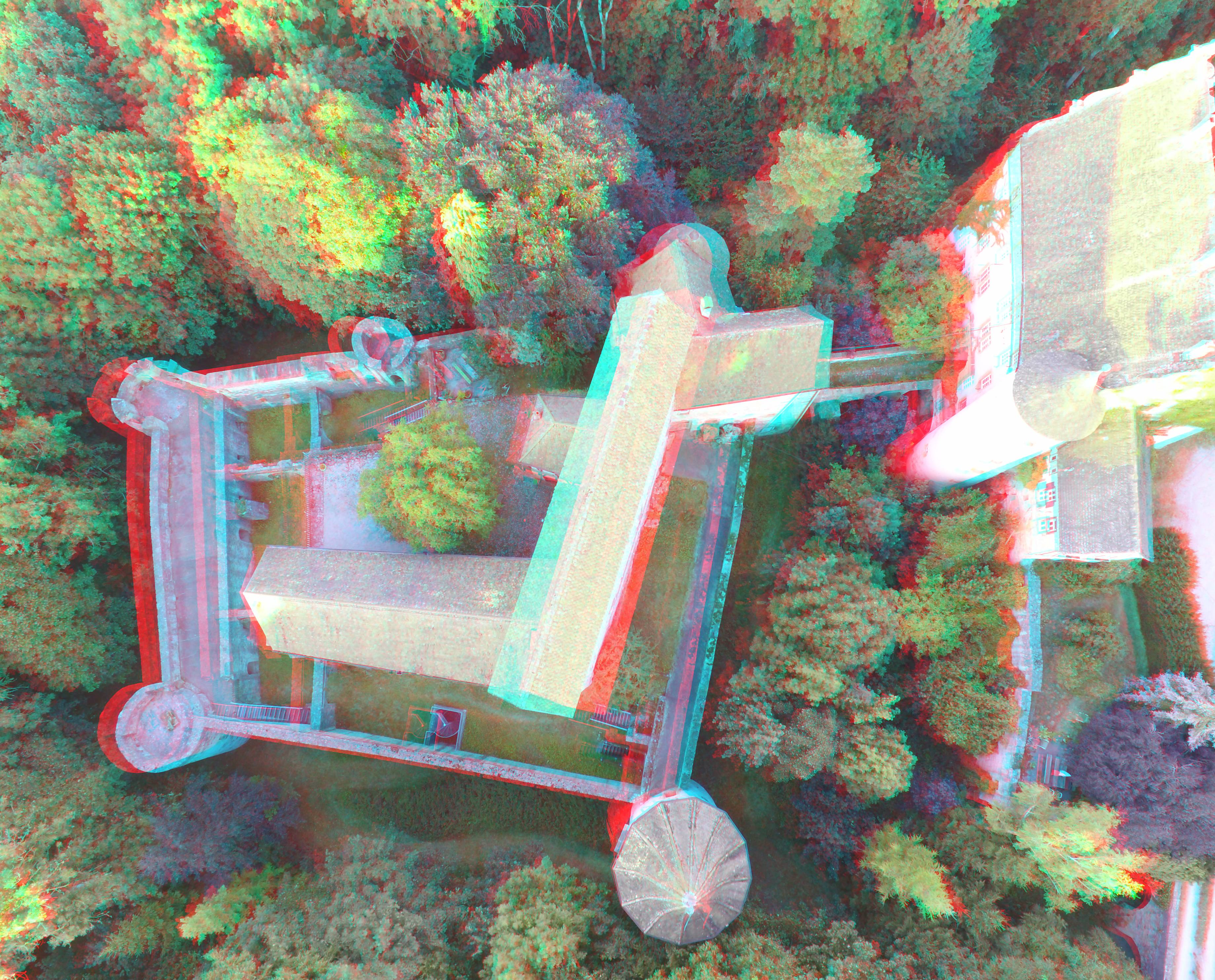
Burg Amlishagen. Zwei seitlich versetzte Drohnen-Aufnahmen wurden mit einer speziellen Software in ein 3D Anaglyphenbild gewandelt. (weitere Aufnahme)
- Anaglyphes Video eines Tesserakt

## Sonstiges
Am 28. Februar und 7. März 1982 lief auf dem damaligen N3 und Hessen 3 (sowie in den Folgetagen auf den restlichen dritten Fernsehprogrammen und auf FS 2) die zweiteilige Sendung Wenn die Fernsehbilder plastisch werden – Ein dreidimensionales Experiment, für die die Zuschauer eine anaglyphe Brille tragen mussten. Die Brille war bei Optikern zum Preis von 70 Pfennig erhältlich. Durch die Sendung führte Winfried Göpfert.